# De ente et essentia
Il De ente et essentia è un opuscolo filosofico scritto da Tommaso d'Aquino nel 1254 o 1255 con l'intento di riassumere alcuni capisaldi del suo pensiero nell'ambito della metafisica.

L'opuscolo è classificato tra le pubblicazioni giovanili di Tommaso poiché venne pubblicato in prossimità dei suoi trent'anni
ed è destinato "ad fratres et socios", quindi presumibilmente ai suoi confratelli e compagni di studi. Alcuni di loro infatti, giunti a Parigi per intraprendere gli studi superiori e rimasti probabilmente spiazzati dalla rielaborazione in chiave cristiana della metafisica aristotelica effettuata da Tommaso, avevano chiesto un compendio di nozioni filosofiche di base. 

L'opuscolo inoltre servì a Tommaso per chiarire a sé stesso il proprio lessico filosofico, che con il tempo andava precisandosi.

## Genesi storica e stile
Tommaso scrisse il De ente et essentia nel periodo in cui lavorava come baccelliere sentenziario presso la facoltà di teologia dell'università di Parigi, dove in seguito ottenne la cattedra di teologia.

L'opuscolo fu scritto con lo scopo di creare negli allievi di Tommaso una visione della realtà che secondo il filosofo era indispensabile per riuscire a studiare la teologia più profonda, mirata a comprendere al meglio le verità della rivelazione cristiana. 

Il De ente et essentia risponde anche ad una situazione storica riguardante il contesto dottrinale dell'università di Parigi. In quel periodo infatti erano stati inseriti alla base del corso di filosofia i testi di Aristotele sulle scienze naturali dopo che il divieto sulla loro diffusione posto dal concilio parigino era stato dichiarato lettera morta.
Questo avvenimento portò ad un'esplosione della facoltà di filosofia e portò anche Tommaso ad avvicinarsi ancora di più ai testi aristotelici e ad iniziare ad interessarsi e a riflettere sulle tematiche trattate al loro interno.

I testi che arrivarono all'università di Parigi erano nella versione commentata da Averroè; Tommaso in un primo momento apprezzò quel commento, tanto da citarlo anche alcune volte all'interno dell'opuscolo ma confutandone alcuni pensieri.
In alcune sue pubblicazioni successive però Tommaso andrà più direttamente contro Averroè, fino ad arrivare in alcuni casi ad accusarlo di aver interpretato erroneamente il pensiero aristotelico.
Le scelte stilistiche di Tommaso nell'opuscolo sono in linea con il carattere puramente razionale della sua argomentazione, che si affida appunto alla coerenza e alla consequenzialità dei passaggi.

Il carattere "didattico" del trattato è dimostrato dalla costante preoccupazione di Tommaso di fornire esempi per le sue affermazioni, spesso astratte o vaghe, in modo da facilitarne la comprensione.

## Edizioni di riferimento
Il testo dell'opera è trasmesso da 165 manoscritti che riproducono il testo integrale, redatti tra i secoli XIII e XV e da 15 manoscritti incompleti.

Esistono inoltre 39 edizioni a stampa, la prima delle quali uscì a Padova nel 1475.

La collazione fu effettuata nel 1879 dalla commissione per l'Editio Leonina e comprese due sezioni dell'opera:
- La prima metà, che comprende il prologo ed i primi due capitoli;
- Il sesto capitolo.

Attenendosi all'Editio Leonina, il trattato è diviso in sei capitoli, più un breve prologo, nel quale Tommaso spiega l'intento dell'opuscolo.

Un'altra edizione critica fu curata dai domenicani di Santa Sabina e comparve nel 1976.

## Traduzioni
Di seguito sono elencate alcune tra le più importanti traduzioni in lingua italiana:
- B. Nardi, Tommaso d'Aquino, Opuscoli filosofici scelti ed annotati, Bari, 1915.
- V. Miano, S. Tommaso, Dell'ente e dell'essenza, Torino, SEI, 1952.
- P. Montanari, Dell'ente e dell'essenza, Roma, Paoline, 1959.
- A. Lobato, S. Tommaso d'Aquino, De ente et essentia, Roma, 1959.

Il testo inoltre è stato tradotto in sei lingue oltre l'italiano:
- spagnolo;
- francese;
- tedesco;
- inglese;
- polacco;
- giapponese.

## Sintesi dell'opera

### Prologo
Nel brevissimo prologo, Tommaso spiega l'intento dell'opera, ovvero quello di spiegare il significato filosofico dei termini "ente" ed "essenza". La comprensione esatta di questi significati viene ritenuta indispensabile per proseguire nella metafisica, poiché una loro errata comprensione potrebbe portare a molti errori successivi.
Tommaso poi esplicita il principio su cui si fonderà l'intero testo, ossia il partire dalle cose più "facili" da comprendere, cioè le cose "composte", per giungere alla comprensione delle cose più "difficili", cioè le "semplici". "L'ente" è un concetto composto e "l'essenza" un concetto semplice; la trattazione partirà quindi dall'ente per arrivare a spiegare l'essenza.

### Capitolo primo
Nel primo capitolo vengono chiariti i significati delle parole "ente", "essenza" e dei termini che da esse derivano.
L'ente, dice Tommaso, può essere definito in due modi:
- Il primo si basa sulla logica delle proposizioni, che è uno dei cardini del pensiero di Aristotele. Perciò sulla base di questo, l'ente è tutto ciò su cui si può formulare una proposizione affermativa;
- il secondo si basa sul fatto che "ente" è tutto ciò che si può dividere nelle dieci categorie, ovvero i vari accidenti dell'essere. In questo caso quindi viene definita come "ente" ogni cosa che si "pone nella realtà", appunto divisa nei dieci generi aristotelici.

La differenza tra le due definizioni è che in base alla prima possono essere intese come enti sia le cose "concrete", che quelle "astratte" (difatti si possono formulare proposizioni affermative il cui argomento può essere o meno tangibile).
In base alla seconda vengono definite come "enti" solo le cose concrete.
A questo punto Tommaso spiega che il significato della parola "essenza", per forza di cose non può che derivare dal primo significato di "ente" perché, citando Averroè:
(Averroè)
Essendo inoltre l'essenza definita come "ciò che l'essere era", ossia come una sorta di entità originaria comune a tutte le cose, ovviamente non può appartenere all'ambito della concretezza.
L'essenza inoltre può anche essere chiamata natura, intesa come tutto ciò che può essere raggiunto dall'intelletto umano.
La natura inoltre definisce l'essenza secondo il principio delle operazioni, ovvero in base al fatto che ogni ente agisce ed esiste secondo la sua essenza.
In conclusione, l'ente in senso primario è quindi la sostanza (che è sinonimo di essenza).
Tommaso afferma poi che le sostanze si dividono in semplici e composte e che dalle sostanze semplici derivano quelle composte. È necessario partire prima dall'analisi dell'essenza delle sostanze composte, che sono più facili da conoscere, per poi arrivare all'analisi dell'essenza delle sostanze semplici.

### Capitolo secondo
Il secondo capitolo comincia con la trattazione dell'essenza delle sostanze composte, dove Tommaso spiega che queste sono costituite da un sinolo di materia e forma. Viene precisato però che l'essenza non riguarda né la sola materia, né la sola forma, ma il tutto.
Lo stesso vale per l'essere, che non si identifica né con l'una né con l'altra cosa, ma con il composto.
A questo punto, poiché la materia è il principio di individuazione degli enti, si potrebbe pensare che l'essenza sia particolare e non universale. Per chiarire ciò, Tommaso afferma che il principio di individuazione per enti specifici come "Socrate" è la cosiddetta "materia segnata", che è una materia considerata in base a precise dimensioni.

Ad esempio "Socrate" e "uomo" avranno la stessa essenza e differiranno solo per il fatto che "uomo" è contraddistinto dalla materia non segnata, mentre "Socrate" sarà contraddistinto da quella segnata.

Perciò lo scopo della materia segnata è quello di distinguere un gruppo di enti indeterminati aventi la stessa essenza, che Tommaso chiama specie, da un ente singolo e determinato (che è appartenente alla specie, in quanto ha la stessa essenza di tutti i suoi membri, ma ha caratteristiche molto più specifiche) che viene chiamato individuo.
Quindi non c'è niente nell'individuo che non sia proprio della specie.

Tommaso spiega che in un certo senso anche la stessa essenza si divide tra "segnato" e "non segnato". Tuttavia, mentre la materia segnata serve a dividere la specie dall'individuo, la divisione dell'essenza è necessaria per distinguere la specie e il genere.
Il procedimento è simile a quello della distinzione tra specie e individuo: parte infatti dal presupposto che tutto ciò che è nel genere è proprio anche della specie.

Al genere, i cui elementi sono indeterminati, si aggiungono quelle che Tommaso chiama "perfezioni", ovvero un insieme di attributi più specifici.
Le perfezioni vanno a formare la cosiddetta "differenza costitutiva", che è il principio di distinzione tra genere e specie.
È importante precisare che genere, specie e differenza si rapportano rispettivamente con materia, forma e sinolo, ma non vanno identificati con essi. Ognuna di queste tre entità, infatti, designa il tutto e quindi l'essenza, ma sotto un punto di vista diverso. Per questo motivo sarebbe errato considerare genere, specie e differenza come tre elementi separati e singoli.

### Capitolo terzo
Nel terzo capitolo Tommaso spiega che si può parlare del termine "essenza" in relazione a genere, specie e differenza.
In ogni caso l'essenza sarà intesa come un tutto che contiene ciò che è proprio dell'individuo.
L'essenza può essere intesa in due modi:
- Può essere considerata in modo assoluto, quindi niente di ciò che non le appartiene in quanto tale viene considerato vero;
- Può essere considerata come l'essere che ha nei vari individui.

A questo punto viene introdotto il concetto di universale, che è la nozione di specie osservata dal punto di vista logico all'interno dell'intelletto umano.
Secondo Tommaso, un concetto di universale sarebbe per esempio il concetto di "umanità". Tale concetto non va identificato con l'idea di "uomo", in quanto "all'umanità" appartengono la "comunanza" e "l'unità", che non possono appartenere né al concetto di uomo in senso astratto (poiché due uomini distinti non hanno assolutamente nulla in comune e tantomeno possono essere considerati in modo unitario), né alla concezione di uomo secondo la molteplicità degli individui (perché in questo modo non si può arrivare alla natura umana in quanto una).
Il concetto di universale quindi, non potendo appartenere né alla prima né alla seconda concezione di natura, può trovarsi solo nell'intelletto umano.

Tommaso basandosi sui concetti di comunanza e di unità, associa il concetto di universale
a quello di specie (in rapporto a quanto detto nel capitolo secondo) e quindi conclude dicendo che la nozione di specie si aggiunge a quella di natura nel momento in cui un suo accidente prende forma nella mente.

### Capitolo quarto
Fino a questo punto l'argomento dell'essenza è stato trattato dal punto di vista delle sostanze composte, quelle costituite da materia e forma.
In questo capitolo viene trattata l'essenza delle sostanze semplici, che sono immateriali, sono costituite da sola forma e accolgono forme intelligibili.

Se le sostanze composte sono un sinolo di materia e forma, quelle semplici sono una composizione di forma ed essere.
Questo è possibile, perché è la forma a dare la materia, e non viceversa. La forma quindi non dipende dalla materia.

Prima di andare avanti con la trattazione dell'essenza delle sostanze semplici, è necessario chiarire i concetti di potenza e atto, altro cardine del pensiero aristotelico che Tommaso riprende.
Un ente in potenza è qualcosa che deve ancora realizzarsi, mentre un ente in atto ha raggiunto la sua realizzazione finale.
 
L'essenza delle sostanze semplici presenta due differenze sostanziali rispetto a quella delle sostanze composte:
- La prima è che l'essenza della sostanza semplice, identificandosi con la sua stessa forma, non può essere classificata se non come un tutto;
- La seconda è che l'essenza della sostanza semplice non si divide nella molteplicità degli enti; non esistono quindi individui della stessa specie, ma esistono tante specie quanti individui.

Tutto ciò che caratterizza una realtà proviene da una causa efficiente, che a sua volta è causata da qualcosa d'altro. 
Da qui si forma una catena di cause che porta ad una causa prima, che è causa di tutte le altre cause. Questo principio primo, che è il corrispondente cristiano del primo motore immobile aristotelico, è Dio.

Dal principio primo si crea una gerarchia di intelligenze (ognuna causa dell'altra), in base al concetto di potenza e atto.
L'intelligenza superiore è quella più vicina al principio primo ed è forma in potenza rispetto all'essere che riceve da Dio. Le forme vicine al principio primo possono esistere senza bisogno della materia e non hanno bisogno di realizzarsi ulteriormente.
Queste entità sono intelligenze angeliche, la cui essenza è quindi costituita da sola forma.

L'anima umana invece si colloca all'ultimo posto tra le sostanze intellettive, poiché al di sotto dell'anima si trovano solo forme che non possono esistere al di fuori della materia.

### Capitolo quinto
Nel quinto capitolo viene chiarito il modo in cui l'essenza si trova nelle diverse categorie di enti.
Secondo Tommaso c'è una triplice modalità di avere l'essenza:
- nella causa prima (Dio)
- nelle sostanze intellettuali create
- nelle sostanze composte

L'essenza di Dio è il suo stesso essere. L'essenza di Dio, inoltre, non è classificabile in nessun genere, poiché tutto ciò che appartiene a un genere deve dividersi nella molteplicità degli enti; Dio invece, essendo essere puro, a cui non si aggiunge alcuna differenza costitutiva, è indivisibile. Essendo poi un essere a cui nulla si può aggiungere, Dio sarà causa di sé stesso e per questo è definito come la causa prima; la sua individuazione avviene per la sua "pura bontà".
Che Dio sia soltanto essere non significa che egli non abbia ulteriori perfezioni: infatti Dio possiede tutte le perfezioni esistenti, tantoché viene definito il "perfetto per eccellenza". Tutte le perfezioni delle sostanze composte derivano dall'essere semplice della causa prima.
Nelle sostanze intellettuali create l'essenza non coincide con l'essere. Tommaso scrive che queste sostanze sono "limitate dall'alto e illimitate dal basso", nel senso che ricevono l'essere da ciò che è a loro superiore e per questo sono finite, ma allo stesso tempo sono illimitate perché per esistere non necessitano per forza della materia come le forme sensibili. Neanche in queste sostanze si trovano individui della stessa specie, ma a questo fa eccezione l'anima umana che è la forma del corpo, da cui trae il suo essere individuale.
Tommaso spiega che, a differenza della causa prima, nelle sostanze immateriali create esistono genere, specie e differenza, ma l'uomo non ha capacità di conoscere le loro differenze specifiche.
Le sostanze materiali sono invece in tutto e per tutto finite, il loro essere è ricevuto, sono composte da forma e materia e si moltiplicano in individui che appartengono alle stesse specie, che a loro volta appartengono agli stessi generi. Queste sostanze sono finite "sia in alto che in basso" e appartengono a tutte le manifestazioni concrete che l'uomo vede intorno a sé e di cui riconosce gli accidenti.

### Capitolo sesto
Nel sesto e ultimo capitolo viene trattato il tema dell'essenza negli accidenti. Tommaso infatti afferma che l'essenza esiste negli accidenti come esiste nell'essere perfettissimo (Dio), nelle sostanze intellettive create e nelle forme sensibili.
Gli accidenti hanno una definizione incompleta poiché non possono essere definiti senza associarli al soggetto della loro definizione. 
Negli accidenti sia la forma sostanziale che la materia hanno una definizione incompleta, perché la materia è incompleta senza la forma sostanziale e viceversa.

Negli accidenti quindi la forma non coincide con l'essenza, ma è parte dell'essenza completa.
Gli accidenti, che come si è detto, non possiedono un'essenza completa, si accostano agli enti che hanno già un essere autonomo: sono quindi una sorta di essere secondario.
Per questo le essenze delle sostanze e degli accidenti vanno considerate in modo diverso.
Ci sono accidenti che derivano più dalla forma che dalla materia, mentre ce ne sono altri che derivano più dalla materia che dalla forma.
Gli accidenti che derivano dalla materia sono accidenti dell'individuo, mentre gli accidenti che derivano dalla forma appartengono ai modi di essere di genere e specie.

Gli accidenti sono divisi in nove generi che corrispondono alle nove predicazioni della sostanza (quantità, qualità ecc.). 
Gli attributi che si aggiungono al soggetto entrano nella definizione come differenza costitutiva.

## Interpretazioni successive

### Commentatori dell'età moderna
Il primo celebre commento del De ente et essentia è quello del Cardinal Gaetano, redatto per gli studenti dell'università di metafisica di Padova. Il commento fu scritto nel 1493 e pubblicato nel 1496 con il titolo In de ente et essentia divi Thomae Aquinatis Commentaria . 

Si tratta di un commento non particolarmente ampio, ma che contribuì in modo significativo alla fortuna dell'opera nel tempo.

Altri celebri commentatori dell'età moderna furono il domenicano fiammingo Pietro Crockaart, che scrisse le Quaestiones super opusculum Sancti Thomae De ente et essentia nel 1509 (una seconda edizione è del 1514), e Geronimo Contanero, che nel 1606 pubblicò i Commentaria in Opus Sancti Thomae Aquini De ente et essentia.

### Commentatori dell'età contemporanea
Oltre che nei secoli subito successivi alla sua pubblicazione, il dibattito sul De ente et essentia si è protratto anche nell'età contemporanea e soprattutto nel '900.

#### Edith Stein
All'inizio del 1930 infatti Edith Stein dedicò al trattato un ampio studio intitolato Potenz und Act (Potenza e Atto) ed effettuò una reinterpretazione totale dell'opera, operando un confronto plurilaterale tra le opere di Tommaso alla luce delle riflessioni di Heidegger e della fenomenologia di Husserl.
Nello studio viene messo in primo piano il problema dell'essere che viene inteso come una philosophia perennis che viene trattata nelle diverse epoche.
Per i Greci la questione dell'essere sorgeva in relazione alla datità del mondo creato; per i pensatori cristiani invece era in relazione con il mondo soprannaturale e quindi con la rivelazione divina.
Il pensiero moderno infine è caratterizzato dal fatto di aver considerato centrale il problema della conoscenza invece di quello dell'essere; ciò ha portato ad un distanziamento tra fede e teologia.
Nell'ontologia della Stein quindi si parte dall'essere in sé; la trattazione poi prosegue analizzando la struttura dell'ente per arrivare poi alla sua articolazione nella molteplicità fenomenica.

#### Jacques Maritain
Un'altra voce che si inserisce nel dibattito è quella di Jacques Maritain, che si concentra sul rapporto tra essenza ed esistenza, uno dei cardini dell'opera di Tommaso.
Maritain sostiene il primato dell'esistente, in cui l'intuizione da parte dell'intelletto umano può cogliere l'essere in quanto tale. L'essere presenta dunque due aspetti:
- L'aspetto essenza, ovvero l'oggetto della metafisica (l'essere in quanto tale);
- L'aspetto esistenza, ovvero l'essere inteso come termine perfettivo delle cose.

L'essere secondo Maritain appare sì come entità unitaria, ma è anche insito nella molteplicità degli enti, per "permettere" l'intuizione dell'intelligenza umana. La seconda definizione di essere secondo Maritain costituisce il principio di identità degli enti.

#### Cornelio Fabro
Anche Cornelio Fabro si colloca nella discussione, con un pensiero che però è molto diverso da quello di Maritain, pur esprimendosi nello stesso ambito del francese.
Secondo Fabro non si giunge a comprendere l'essere delle cose tramite un'intuizione immediata, ma attraverso una riflessione più articolata. L'essere infatti non è una formalità qualsiasi e, non essendo suscettibile di un solo significato, la sua intelligibilità necessita di "esigenze speciali", che richiedono un ragionamento complesso per essere comprese.
A differenza di Maritain quindi, che sosteneva che l'essere delle cose poteva essere conosciuto tramite un'intuizione, Fabro sostiene che per giungere all'essenza delle cose è necessario un qualcosa in più, che non è immediato ma graduale.

### Altri autori
L'Esse tantum è visto in senso trascendentlista. Dio è libero, ineffabile e infinito ed è il riferimento trascendentale di ogni ente che ha anche l'esistenza, ma anche di tutto ciò che si conosce e contempla.

## Edizioni
- L'Etre et l'essence (De ente et essentia), trad. C. Cappelle, Paris, 1965, 2a éd. 1972[17]